# Richard Jessen (arkitekt)
 Der er flere personer med dette navn, se Richard Jessen (dommer).
Richard Jessen var en dansk kirkearkitekt. Hans kirker er opført i en traditionel stil. Hans kirker er enten opført i tegl inspireret af Kay Fisker og den funktionelle tradition eller også udført i beton, men med traditionelle planer og tagformer.

## Værker
- Glasmosaikker i Hareskov Kirke[1]
- Design af Frobenius-orgel i Rødovre Kirke (1957)[2]
- Urneaskefællesgraven, Grøndalslund Kirkegård, hjørnet ved Schweizerdalsvej og Tårnvej (1958-59)[3]
- Enghave Kirke (1960)
- Hendriksholm Kirke (1961)[4]